# Dinner for One
Dinner for One (originaler Langtitel laut Vorspann Der 90. Geburtstag oder Dinner for One) ist ein etwa 18-minütiger Sketch von Lauri Wylie, der in der Fassung des englischen Komikers Freddie Frinton mit seiner Partnerin May Warden bekannt geworden ist.
1961 wurde der Sketch vom NDR für das Fernsehen in Schwarzweiß produziert und lief erstmals in der Sendung Bitte, lassen Sie sich unterhalten mit Evelyn Künneke. In der ebenfalls vom NDR produzierten Sendung Guten Abend, Peter Frankenfeld lief der Sketch am 8. März 1963. Regie führte Heinz Dunkhase, wobei Frinton der eigentliche Schöpfer der Inszenierung war. Die Einleitung in der deutschen Version spricht Heinz Piper.

## Inhalt
Zu Anfang führt ein Conférencier in die Geschichte ein: Miss Sophie (May Warden) feiert ihren 90. Geburtstag. Wie in jedem Jahr hat sie zu einem Geburtstagsdinner ihre vier engsten Freunde eingeladen: Sir Toby, Admiral von Schneider, Mr. Pommeroy und Mr. Winterbottom. Diese sind jedoch alle längst verstorben – der letzte vor 25 Jahren –, weshalb Miss Sophie alleine am Tisch sitzt, während ihr Butler James (Freddie Frinton) der Reihe nach für die Gäste einspringt.
James hat nun nicht nur seiner Arbeitgeberin das Menü – Mulligatawny-Suppe, Schellfisch aus der Nordsee (North Sea haddock), Hühnchen (chicken) und Obst (fruit) – zu servieren, sondern muss auch den vier imaginären Herren die jeweils von Miss Sophie ausgewählten Getränke (Sherry, Weißwein, Champagner und Portwein) einschenken, in ihre Rollen schlüpfen und auf die Gastgeberin jeweils einen Toast ausbringen, wobei er den jeweiligen Gast nachahmt und dessen Glas austrinkt. Insgesamt umrundet er den Tisch 23-mal, wird immer betrunkener und verliert zusehends seine würdevolle Haltung – sowohl hinsichtlich der Mimik als auch bei den Bewegungen; so schenkt er auf absurde Weisen ein und trinkt (nach 15 Glas alkoholischer Getränke) versehentlich aus der Blumenvase.
Im Stück gibt es mehrere Running Gags:
- James stolpert elfmal über den Kopf eines ausgelegten Tigerfells; als zusätzliche Pointe läuft er einmal zu seinem eigenen Erstaunen daran vorbei, stolpert dann aber auf dem Rückweg, einmal schreitet er grazil darüber hinweg und zu guter Letzt springt er sehr angeheitert darüber.[2]
- Sir Toby möchte von jedem Getränk zusätzlich etwas mehr eingeschenkt haben, wobei James der Aufforderung zunächst höflich und dann zunehmend sarkastisch nachkommt.
- Miss Sophie erwartet, dass James als Admiral von Schneider mit dem Ausruf Skål! („Prost!“) die Hacken zusammenschlägt. Weil er sich dabei stets den Fußknöchel schmerzhaft anschlägt, fragt er zuvor, ob er das wirklich müsse, und lässt sich von seiner Herrin dazu überreden. Dieser Gag wird als Zusatzpointe durchbrochen, als die Füße des schon angetrunkenen James einander verfehlen, was ihn straucheln lässt.
- Vor jedem Gang und zunehmend lallend fragt James: “The same procedure as last year, Miss Sophie?” (deutsch: „Der gleiche Ablauf wie im vergangenen Jahr, Miss Sophie?“); diese erwidert stets: “The same procedure as every year, James.” (deutsch: „Der gleiche Ablauf wie in jedem Jahr, James.“) Dieser Dialog kommt fünfmal vor.

Schließlich beendet Miss Sophie den Abend mit einem Augenaufschlag und einem einladenden “I think I’ll retire” (deutsch: „Ich denke, ich werde mich zurückziehen“), was der zu diesem Zeitpunkt schon schwer angetrunkene James nach dem obligatorischen, kaum noch verständlichen “The same procedure as last year?” – “The same procedure as every year” mit einem Augenzwinkern und einem nonchalanten “Well, I’ll do my very best” (deutsch: „Gut, ich werde mein Bestes geben“) quittiert, um ihr in die oberen Räumlichkeiten zu folgen.

### Besondere Aussagen
- Sir Toby prostet einmal mit „Sugar in the morning!“ Dabei zitiert er das Lied Sugartime (1958) der McGuire Sisters: “Sugar in the morning, sugar in the evening, sugar at suppertime …”
- Als Mr. Winterbottom versehentlich die Blumenvase statt seines Bechers austrinkt, ruft er: „Huuuhhh, I’ll kill that cat!“ („Huuuhhh, ich werde diese Katze töten!“).[4] In der Soldatensprache wird Fusel oft als Katzenpisse (cat pee) bezeichnet: Es schmeckt zwar nicht, aber runter damit!

## Szenenbild

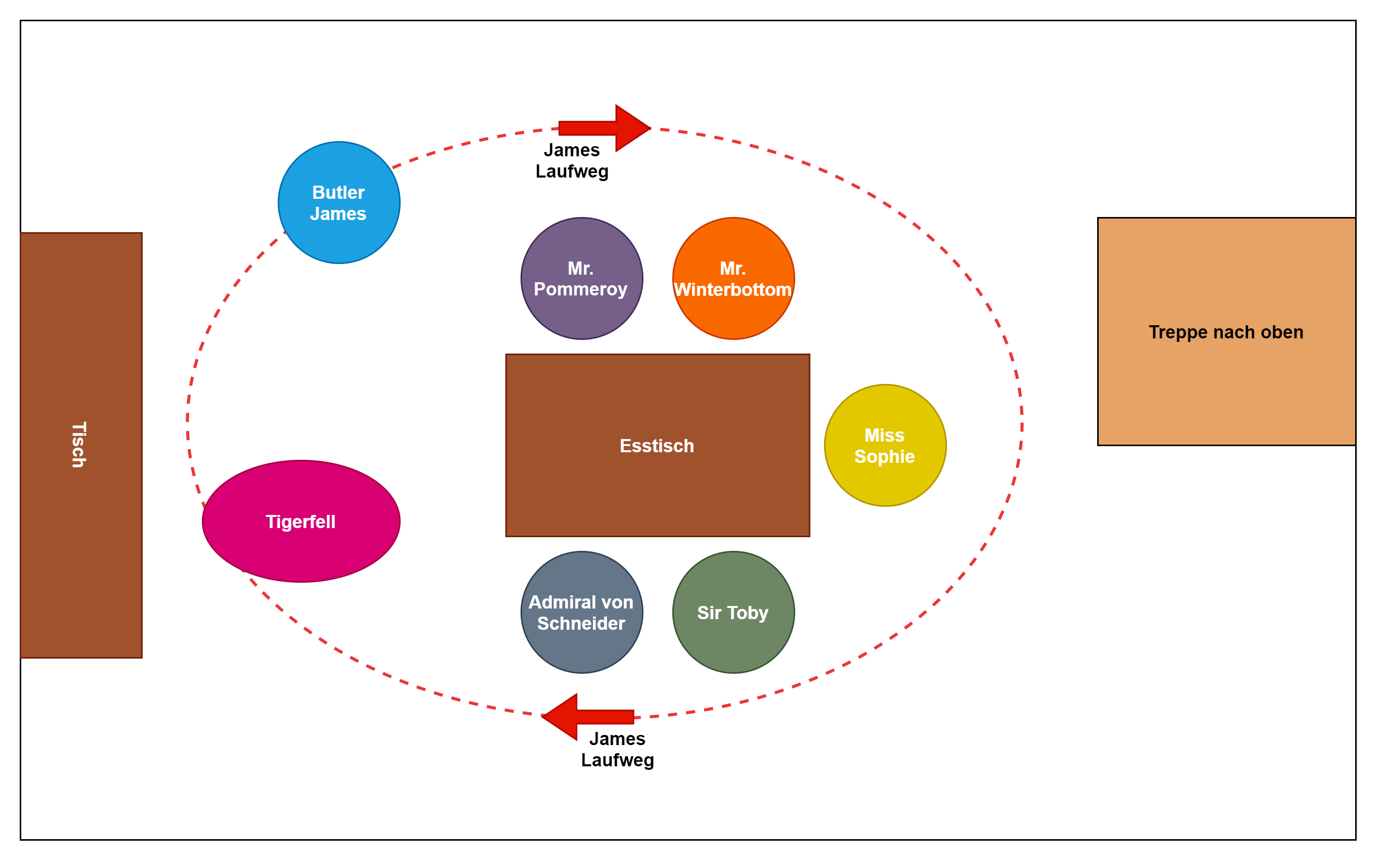
Szenenbild von Dinner for One aus der Vogelperspektive

Die gesamte Geschichte spielt in einem einzigen Raum. In der Mitte des Raums steht der Esstisch. An diesem Esstisch sitzen Miss Sophie und ihre imaginären Gäste. Der Butler James läuft während der Geschichte immer wieder um den Esstisch, um die Gäste und die Gastgeberin zu bedienen sowie die Gäste beim Zuprosten zu vertreten. Die Getränke und Speisen holt er von einer Anrichte an der Außenwand des Raumes. Zwischen dieser Anrichte und dem Esstisch liegt ein Tigerfell mit erhabenem Schädel, über den James regelmäßig stolpert. Nach dem Essen geht Miss Sophie eine Treppe nach oben hinauf, James folgt ihr; beide verlassen so den Raum.

## Geschichte
Der Autor des Sketches ist Lauri Wylie, der ihn in den 1920er Jahren geschrieben haben soll. Nach einigen Quellen führte Freddie Frinton das Dinner for One bereits ab 1945 im englischen Varieté-Theater Winter Gardens auf und zahlte entsprechende Gebühren an Wylie. 1950/1951 habe er dann Wylie alle Rechte abgekauft. Offiziell wurde das Stück 1948 im Londoner Theater Duke of York’s uraufgeführt.
Frinton hatte mit diesem Sketch in Großbritannien großen Erfolg und tourte mit verschiedenen Partnerinnen durchs Land. Pointen und Handlung veränderte er im Laufe der Jahre. So baute Frinton den Vorleger aus Tigerfell mit dem Kopf als Stolperfalle auf dem Weg des Butlers zwischen Anrichte und Festtagstisch nachträglich in das Stück ein. Aufgrund mehrhundertmaligen Anstoßens von Frintons Schuh an den Tigerkopf schabte das Fell dort bis auf den Knochen ab. Frinton behalf sich damit, dass er die schadhafte Stelle mit Teilen eines Leopardenfelles reparieren ließ.
Im deutschen Fernsehen lief der Sketch das erste Mal am 9. Dezember 1961 in der Livesendung Lassen Sie sich unterhalten, die von der Sängerin Evelyn Künneke moderiert wurde. Von dieser Ausstrahlung gibt es keine Aufzeichnung.
1962 wurde Dinner for One von Peter Frankenfeld und dem Regisseur Heinz Dunkhase im englischen Blackpool, einer Hochburg des Varieté-Theaters, für das Fernsehen wiederentdeckt. Am 8. März 1963 wurde der Sketch in der von Frankenfeld moderierten Livesendung Guten Abend, Peter Frankenfeld gezeigt. Der Sketch kam so gut an, dass der NDR Frinton und Warden vom 30. April bis 4. Mai 1963 für eine Aufzeichnung des Sketches ins Studio B des NDR in Hamburg-Lokstedt erneut einlud. Freddie Frinton wollte eigentlich nicht in Deutschland auftreten. Er war Truppenbetreuer im Zweiten Weltkrieg gewesen und hatte keine hohe Meinung von Deutschland, sodass er sich weigerte, den Sketch auf Deutsch aufzuführen.
Für das Schweizer Fernsehen wurde 1963 im Studio Bellerive in Zürich eine eigene Version des Stücks mit den Originaldarstellern Freddie Frinton und May Warden gedreht.
Ursprünglich war der Sketch gar nicht als Silvester-Unterhaltung geplant. Nachdem er einige Male als Pausenfüller in der ARD und vom NDR gesendet worden war, bekam die Sendung neun Jahre nach der ersten Ausstrahlung ihren festen Sendeplatz. Am 31. Dezember 1972 holte NDR-Unterhaltungschef Henri Regnier das Band aus dem Archiv hervor. Seitdem wird Dinner for One zu jedem Jahreswechsel ausgestrahlt. Zur Wahl als Silvestersketch könnte der Spruch “Happy new year, Miss Sophie” (James als Mr. Pommeroy) beigetragen haben.
Dinner for One wird manchmal als eine der ersten Magnetaufzeichnungen (MAZ) des deutschen Fernsehens bezeichnet. Allerdings bestand diese Möglichkeit für die ARD bereits ab Dezember 1958. Dinner for One ist eine der wenigen Sendungen, die im deutschen Fernsehen unsynchronisiert auf Englisch gezeigt werden; es existiert jedoch eine deutschsprachig kommentierte Fassung für Sehbehinderte. Die Einleitung wurde von Heinz Piper gesprochen; als Eingangsmelodie ist Charmaine in einer Aufnahme des Orchesters Victor Silvester zu hören. Laut Angaben des NDR erhielten Frinton und Warden für diesen Auftritt 4150 DM. Kameramann für den NDR war Frank A. Banuscher. Da der Abspann wegen der nachfolgenden Tagesschau kurz gehalten werden musste, taucht sein Name dort nicht auf.
Zum 60. Jubiläum gab es eine Jubiläumsshow mit Gastgeber Bernhard Hoëcker und den vier Gästen Jens Riewa, Katrin Müller-Hohenstein, Axel Prahl und Wigald Boning.

## Ausstrahlungen
In Deutschland ist der Sketch inzwischen fester Bestandteil des Silvester-Fernsehprogramms aller dritten Programme der ARD. Die Sendung ist die am häufigsten wiederholte des deutschen Fernsehens und wurde 1988 im Guinness-Buch der Rekorde als „weltweit am häufigsten wiederholte Fernsehproduktion“ aufgeführt. 2003 wurde der Sketch in Deutschland 19-mal ausgestrahlt, von 1963 bis Ende 2003 insgesamt 231 Mal. Die Sendung hat Kultstatus und ist in vielen Haushalten fester Bestandteil des Tagesablaufs zu Silvester. So sahen beispielsweise im Rekordjahr 2004 insgesamt 15,6 Millionen Deutsche den Sketch.
Im Schweizer Fernsehen wird er seit 1989 am letzten Tag des Jahres ausgestrahlt. Auf dem Berner Lokalsender TeleBärn läuft die Schweizer Version des Klassikers zu Silvester stündlich. Dort ist die Sendung ebenfalls relativ beliebt, 1997 erzielte sie 47 Prozent Zuschaueranteil.
Der österreichische ORF strahlt die Sendung ebenfalls als Jahresabschluss aus.
In Norwegen wird der Sketch jedes Jahr am 23. Dezember gesendet. In Dänemark ist er seit 1980 jedes Jahr am 31. Dezember (ohne die Einleitung) im Fernsehen gezeigt worden (mit Ausnahme von 1985). Auch in anderen Ländern wie Finnland, Schweden, den Färöern, Südafrika, Grönland, Estland, Australien und Luxemburg ist Dinner for One ein alljährliches Kult-Ereignis. In Schweden war die Aufzeichnung zunächst für sechs Jahre, bis 1969, nicht zur Sendung freigegeben. Sie galt als ungeeignet, da James im Sketch zu viel Alkohol trinkt.
Im Ursprungsland Großbritannien wurde Dinner for One nur vereinzelt ausgestrahlt und ist weitgehend unbekannt. 2007 sahen sich Journalisten des Daily Telegraph den Sketch an und empfahlen, ihn auch im britischen Fernsehen auszustrahlen, „da der typisch britische Humor die wohlwollende Beachtung der Briten verdiene“. Als Internetvideo ist der Sketch bei den Briten bereits beliebt und im Sommer 2006 inszenierte eine Amateur-Varietétruppe in der Hafenstadt Portsmouth den Sketch vor Publikum. Der Film wurde am 23. November 2018 im Rahmen des Scottish Comedy Film Festival in Campbeltown erstmals öffentlich aufgeführt. Am 31. Dezember 2018 wurde er erstmals im britischen Fernsehen beim Sender Sky Arts gezeigt.

## Versionen

### Abwandlungen der deutschen Fassung
Der Dialog in Dinner for One ist zwar – bis auf die Einleitung durch Heinz Piper – komplett in englischer Sprache, gilt aber auch für Zuschauer, die die englische Sprache nicht beherrschen, als verständlich.
1968 wurde eine Farbaufzeichnung des Sketches geplant, die aufgrund des plötzlichen Todes Frintons nicht mehr realisiert wurde.
Auch in der DDR gehörte der Sketch zum Silvesterprogramm. Die Deutschlandpremiere mit Ernest E. Regon und June Royal aus Shoreham-by-Sea hatte bereits 1959 unter dem Titel Erinnerungsmahl auf der Münchner Varieté-Bühne Annast in München stattgefunden. „Ihr Gedächtnismahl ist eine Delikatesse“ hatte danach die Abendzeitung geurteilt. Von der Bundesrepublik aus, das Sekretariat des Duos befand sich in Heidelberg, ging die Tournee auch durch die DDR. Dort kam ab 1978 allerdings nicht der Klassiker mit Frinton und Warden zur Ausstrahlung, sondern die frühe Variante mit den Schauspielern Regon und Royal. Einen Teil ihrer Gage hatten sie in Valuta-Mark bekommen, den anderen in Ostmark. Beim DDR-Unternehmen Brühlpelz ging davon eine Bestellung für einen Nerzmantel ein, er soll über 20.000 Mark wert gewesen sein. Die Schauspielerin war zufrieden, das Kombinat Brühlpelz erhielt ein Dankesschreiben. Die Leipziger Pelzhändler organisierten außerdem noch ein neues Tigerfell, das alte war inzwischen ziemlich lädiert.
Ab Silvester 1988, ein knappes Jahr vor dem Mauerfall, zeigte dann auch das DDR-Fernsehen die Frinton-Version.
1999 wurde die Aufzeichnung per Computer nachkoloriert und zum Jahreswechsel 1999/2000 erstmals ausgestrahlt. Die kolorierte Fassung erfreute sich keiner großen Beliebtheit. In einigen Ländern kam es zu öffentlichen Protesten. In der Regel wird seitdem wieder die Schwarzweiß-Version gezeigt. In der ARD Mediathek steht die Farbversion zur Verfügung.
1998 wurde darüber hinaus ein Hörfilm für Blinde ausgestrahlt.

### Version des Schweizer Fernsehens
Das Schweizer Fernsehen drehte im März 1963 im Studio Bellerive in Zürich eine eigene Fassung des Sketches, ebenfalls mit Freddie Frinton und May Warden. Regie führte bei dieser Studioaufnahme Franco Marazzi. Der Film wurde noch im selben Jahr gesendet. Die nächste Ausstrahlung erfolgte im November 1982.
Die Schweizer Ausgabe unterscheidet sich in vielen Details von der einige Monate später aufgezeichneten ARD-Version:
- Sie dauert 11 Minuten statt 18, auch weil auf eine erläuternde deutschsprachige Einleitung verzichtet wurde.
- Eine Kamera befindet sich im linken Bühnenbereich, sodass manche Einstellungen eine andere Perspektive bieten.
- Die weiße Tischdecke und die Kerzenständer fehlen; die Kulisse ist insgesamt weniger gediegen.
- Miss Sophie erscheint, ohne dass James den Gong anschlägt.
- Nach dem ersten Stolperer über den Tigerkopf bückt sich der Butler in der deutschen Version und streicht das Fell wieder zurecht. Dieses Zurechtstreichen fehlt in der Schweizer Fassung.
- Die Frage des Butlers “Must I?” und die zugehörige Antwort von Miss Sophie fehlen.
- Einige weitere Gags und Einzelheiten, etwa “Is that a dry sherry?”, fehlen.
- Es fehlt das offensichtliche Missgeschick in der deutschen Fassung, dass der Becher von Sir Toby umfällt, als James ihn bei seiner letzten Runde mit zu viel Schwung eingießt.

Insbesondere dass Tischdecke, Kerzenständer und Gongschlag fehlen, wird von Kritikern als lieb- und stillos empfunden. Fehlende Gags sind dagegen eher dem Einfallsreichtum Frintons zuzuschreiben, der den Sketch ständig variierte.
- In der Samstagabendshow Benissimo im Schweizer Fernsehen wurde eine weitere Version auf Schweizer Mundart mit Walter Andreas Müller und Birgit Steinegger aufgeführt.

### Weitere Sprachversionen und Abwandlungen
- 1992 wurde eine Farbversion in der Frankfurter Festhalle mit Bodo Maria und Macha Stein gedreht, Regisseur Harald Schäfer. Die daraus entstandene VHS-Kassette/DVD wurde dem Frankfurter Ufa-Star Camilla Horn gewidmet. Camilla Horn war ursprünglich für die Rolle der Miss Sophie vorgesehen, musste aber wegen Krankheit absagen.[37]
- Seit 1996 sendet der WDR zum Ende des Karnevals in der Nacht zum Aschermittwoch die Variante Aschermittwoch for one in kölscher Mundart. Hierbei handelt es sich um eine Nummer aus der Stunksitzung von 1995.[38]
- 1999 zeichnete der NDR eine Aufführung der Fritz-Reuter-Bühne Schwerin als Dinner up platt auf. Mit Marga Heiden als Miss Sophie, Eberhard Bremer als Butler Franz und Wilhelm Wieben als Conférencier.[39]
- 2000 wurde in Dänemark eine Parodie-Version mit dem Untertitel 80 års fødselsdagen („Der achtzigste Geburtstag“) gedreht, in der die Freunde von Miss Sophie noch lebend am Tisch sitzen.[40]
- 2001 wurde der Sketch von TV total (mit Bully Herbig als James, Thomas Hermanns als Sophie, Elton als Tigerfell und Stefan Raab als Regisseur) in der Silvesterfolge (Nr. 152) parodiert.[41]
- 2002 spielte das Comedy-Duo Erkan und Stefan eine Parodie mit dem Titel Döner for one, die auf ProSieben in ihrer Sendung headnut.tv lief.[42]
- 2003 entstand für den Kinderfernsehsender KiKA eine weitere Parodie des Sketches in Schwarzweiß unter dem Titel Dinner für Brot. Darin spielen die Puppen-Figuren Bernd das Brot und seine Freunde Chili das Schaf und Briegel der Busch den Sketch auf ihre Weise nach.[43]
- 2007 produzierte der Hessische Rundfunk eine neuhessische Version von Dinner for One unter dem Namen Dinner for one – auf hessisch, die seitdem alljährlich an Silvester im hr-fernsehen ausgestrahlt wird. Bearbeitung und Regie: Wolfgang Kaus. Diese TV-Produktion mit Margit Sponheimer und Walter Flamme war die erfolgreichste Sendung des Hessischen Fernsehens im Jahre 2007. Allerdings spricht nur der Butler überwiegend neuhessisch – Miss Sofie verfällt teilweise ins Hochdeutsche.[44] Diese Variante wurde 2010 vom Hessischen Rundfunk durch eine nordhessische Version mit Hubertus Meyer-Burckhardt als Conférencier erweitert. Regie führte Heinz Werner Kraehkamp.[45]
- Der WDR produzierte 2007 eine Ruhrgebietsversion von Dinner for One unter dem Namen Dinner vor Wan(ne) im Mondpalast von Wanne-Eickel.[46] Allgemein haben weitere Dritte Programme zu diesem Zeitpunkt regional übertragene Versionen produziert und ausgestrahlt.
- 2008: In der RTL-Sendung Happy Otto, anlässlich von Otto Waalkes’ 60. Geburtstag, wurde am 6. Juni 2008 eine Parodie auf Dinner for One in deutscher Sprache mit Ralf Schmitz als Butler und Otto als Ms. Otti ausgestrahlt. Bei den imaginären Gästen handelt es sich hierbei um Hans Moser, Heinz Rühmann, Heinz Erhardt und Rudi Carrell.[47]
- Seit 2008 gibt es eine fränkische Version unter dem Titel Essn für ann mit Volker Heißmann und Martin Rassau, die im BR Fernsehen ausgestrahlt wird.
- Die Folge Dinner for Ah! der Serie Wissen macht Ah! aus dem Jahr 2010 nimmt ebenfalls Bezug auf Dinner for One. Shary Reeves und Ralph Caspers laden darin zum (angeblich) 90. Jubiläum der Serie ein. Die Folge ist in Schwarz-Weiß produziert.
- 2013 brachte der WDR die Version Dinner op Kölsch auf die Bühne. Die Darsteller sind Ralf Schmitz als Butler Ralph und Annette Frier als Frau Annette. Das Stück spielt 2064, dem Jahr, in dem Frier wirklich 90 Jahre alt würde. Als verstorbene Gäste sind in der Reihenfolge der Vorstellung Dirk Bach, Hans Süper, Alfred Biolek und Reiner Calmund eingeladen, welche bis auf Calmund inzwischen auch tatsächlich nicht mehr leben. Butler Ralph darf in diesem Stück über einen Geißbock stolpern, der laut meckert.[48]
- In der Session 2015 führte die Stunksitzung die Version Döner for one auf. In dieser Fassung erscheinen die geladenen Gäste am Ende doch noch. Der WDR strahlte diese Silvester 2017 als eigenständigen Sketch aus.[49]
- 2016 entstand in der Fastnachtssitzung der Mombacher Bohnebeitel eine Abwandlung unter dem Titel Dinner for Bonn. Heinz Meller verkörpert den Butler. Miss Sophie kommt in dieser Version nicht vor, ebenso wird auf Essen verzichtet und es werden nur Getränke serviert. Dafür gibt es mit Helmut Kohl, Willy Brandt, Franz Josef Strauß, Herbert Wehner, Hans-Dietrich Genscher und Norbert Blüm sogar sechs Gäste. Diese Version wird vom SWR Fernsehen ausgestrahlt.
- 2016 produzierte der Streaming-Dienst Netflix ein Werbe-Remake, in dem die Gäste von Miss Sophie durch die Netflix-Serienfiguren Frank Underwood (House of Cards), Pablo Escobar (Narcos), Saul Goodman (Better Call Saul) und Crazy Eyes (Orange Is the New Black) ersetzt und Textpassagen wie Bühnenbild dahingehend verändert wurden, dass die 90-jährige Miss Sophie ihren Video-on-Demand-Konsum über Netflix nur kurz für das Dinner for one unterbricht und während dieses Dinners mit ihren eingebildeten Gästen über deren Serien fachsimpeln möchte.[50]
- Seit 2017 sendet der SWR das Dinner in der Mäulesmühle mit Albin Braig und Ruth Mönch.[51] Dabei handelt es sich um einen Ausschnitt aus einer Aufführung des Theaterstücks Rutsch mr doch dr Buckel nuff in der Mäulesmühle. Bei dieser Variante gibt es nur drei Gäste.
- In der Comedy-Parodie Dinner for Cohn des deutschen Fernsehsenders ZDFneo von 2018 erwartet der Komiker William Cohn Dieter Bohlen, Klaus Kinski, Udo Lindenberg und Angela Merkel zum Silvester-Abendessen. Der Butler wird von Marti Fischer gespielt, der dies als Gegenleistung für sein mietfreies Zimmer übernimmt. Das Tigerfell wurde durch ein Mainzelmännchen ersetzt, das Guten Abend ruft. Herr Cohn wird als so geizig dargestellt, dass Dosensuppe mit Weinbrand, Fischstäbchen mit Weißwein aus dem Tetrapak und alte Trauben an Schmelzkäsescheiben mit Grappa serviert werden.[52]
- Der Christliche Verein Junger Menschen (CVJM Lichtblick e. V.) veröffentlichte am 31. Dezember 2020 eine erzgebirgische Version: „Ohmdbrut für enn“[53]
- Aufgrund der Niederlage von Joko & Klaas gegen ProSieben in der am 21. Dezember 2021 ausgestrahlten Ausgabe der gleichnamigen Sendung musste das Comedy-Duo eine Neuauflage des Klassikers aufzeichnen. Die Erstausstrahlung der Silvester für Eins genannten Sendung erfolgte am 31. Dezember 2021 um 20:15 Uhr auf ProSieben. Die Rolle des Butlers übernahm dabei Joko Winterscheidt, während Klaas Heufer-Umlauf Miss Sophie mimte. Die Einleitung übernahm Steven Gätjen. Während der Aufzeichnung wurde deutlich, dass sowohl Joko als auch Klaas bereits im Vorfeld eine Menge Alkohol tranken, weshalb es innerhalb des Sketches immer wieder zu Zwischenfällen kam, die teilweise zum Abbruch der eigentlichen Sketchaufzeichnung führten. Der Sketch wurde in Farbe gedreht, aber alle Requisiten sind schwarz-weiß und die beiden Protagonisten grau geschminkt.[54][55]

Neben den Fernsehproduktionen existieren auch diverse Theatervarianten in verschiedenen Mundarten, bis hin zu einem Puppentheater.

### Prequel – Miniserie
Am 29. Dezember 2022 wurde bekannt, dass die Produktionsfirma UFA Fiction voraussichtlich Ende 2023 mit den Dreharbeiten einer Miniserie (sechs Folgen zu je 45 Minuten) mit dem Arbeitstitel Dinner for Five beginnen will. Die Serie ist ein Prequel von Dinner for One und als Vorlage dient das Buch Dinner for One – Killer for Five: Der 90. Geburtstag und was wirklich geschah von Michael Koglin.

## Sonstiges
- Bei der Aufzeichnung des Sketches unterlief dem Sprecher der deutschen Einleitung Heinz Piper ein Grammatikfehler: Er zitierte James’ Frage als: “same procedure than last year?” und Sophies Antwort darauf als: “same procedure than every year!” Die wiederholte Ausstrahlung dieses Grammatikfehlers führte immer wieder zu Protestreaktionen von Englischlehrern und anderen Sprachkennern, so dass der NDR diesen Teil der Tonspur durch einen Ausschnitt aus einer Probeaufzeichnung ersetzte. Seit 1988 heißt es daher auch in der Einleitung grammatikalisch korrekt: “The same procedure as last year?” – “The same procedure as every year!”[62] Der Fehler ist noch an der Lippenbewegung zu erkennen.
- Während der Anmoderation und am Schluss des Sketches ist eine Instrumentalversion des Liedes Charmaine zu hören.
- Nach jeder Pointe ertönt aus dem Off ein schallendes Lachen, wie es auch bei Sitcoms üblich ist. Ursprünglich plante der NDR die Aufzeichnung des Sketches ohne Publikum. Frinton bestand allerdings darauf und so mussten kurzfristig Menschen als Publikum ins Studio geholt werden. So kam auch Sonja Göth, eine ehemalige NDR-Mitarbeiterin und Frau des Oberbeleuchters Viktor Göth, in das Publikum und fiel dabei besonders durch ihr lautes und anhaltendes Lachen auf.[63]
- Eigentlich hatte der NDR ein Eisbärenfell vorgesehen – aber Freddie Frinton bestand auf dem von ihm mitgebrachten Tiger.[24]
- In der ab 1969 ausgestrahlten deutschen Fernsehserie Percy Stuart gibt es Referenzen zu Dinner for One: Mitglieder des Excentric Clubs tragen Namen aus dem Sketch, Mr. Pommeroy und Mr. Winterbottom, Admiral von Schneider wurde zu Colonel Snyder, lediglich Sir Toby wird nicht aufgegriffen.
- Die zweite Vorspeise, North Sea haddock (Nordsee-Schellfisch), dürfte eine Huldigung an Freddie Frintons Geburtsstadt Grimsby an der englischen Nordseeküste darstellen; sie wurde noch „Home of the Haddock“ genannt, als Frinton mit 14 Jahren dort in einer Fischfabrik zu arbeiten begann.
- In der Briefmarkenreihe Deutsche Fernsehlegenden erschien 2018 eine Marke mit der Filmszene, in der „Mr. Winterbottom“ Miss Sophie zuprostet.[64]
- Inzwischen gibt es auch Dinner-for-one-Filmgottesdienste, so in der Petri-Pauli-Kirche Bad Münder 2017 und 2023.[65]